# Scherstetten
Scherstetten là một đô thị tại huyện Augsburg bang Bayern nước Đức. Đô thị Scherstetten có diện tích 15,69 km², dân số thời điểm ngày 31 tháng 12 năm 2006 là 997 người.